# Geoffrey Courtnall
Geoffrey Lawton Courtnall,  dit Geoff Courtnall, (né le 18 août 1962 à Victoria, dans la province de la Colombie-Britannique au Canada) est un joueur professionnel de hockey sur glace qui évolua dans la Ligue nationale de hockey de 1983 à 1999.

## Carrière
Il fut d'abord embauché à titre de joueur autonome par les Bruins de Boston le 6 juillet 1983, il joua pour les Bruins de 1983 au 8 mars 1988, date à laquelle il passe aux Oilers d'Edmonton avec Bill Ranford en retour d'Andy Moog. Il remportera avec les Oilers la Coupe Stanley en 1988.
Il ne faudra que quatre mois environ avant qu'il ne se retrouve chez les Capitals de Washington, échangé contre Greg C. Adams qui, fait intéressant, vient du même village où Courtnall passa sa jeunesse, soit Duncan en Colombie-Britannique. Au terme de deux saisons chez les Caps, il est échangé aux Blues de Saint-Louis contre Mike Lalor et Peter Zezel.
Les neuf premières saisons de Courtnall furent une ainsi une longue série de déménagements, de même que de navettes entre la LNH et la Ligue américaine de hockey (les Bears de Hershey et les Golden Flames de Moncton). On aurait dit que Geoff était incapable de rester au même endroit assez longtemps pour s'y établir. Non seulement cela, mais il était aussi régulièrement blessé, ce qui fit en sorte que pendant tout ce temps, il n'aura joué que l'équivalent de 4 saisons complètes.
Après moins d'une saison chez les Blues, Courtnall fut envoyé à la date limite des transactions aux Canucks de Vancouver en compagnie de Robert Dirk, Sergio Momesso, Cliff Ronning et des considérations futures contre Garth Butcher et Dan Quinn. Cet échange fut un tournant pour les Canucks, car ces joueurs devinrent le noyau des Canucks qui atteignirent la finale de la Coupe Stanley de 1994. Courtnall ne passera par la suite qu'une saison de plus à Vancouver avant de retourner avec les Blues au début de la saison 1995-1996. Il y terminera sa carrière en 1999-2000.
Son frère Russ Courtnall joua aussi dans la LNH.

## Statistiques en club
| Saison     | Équipe                      | Ligue      |       | Saison régulière | Saison régulière | Saison régulière | Saison régulière | Saison régulière |    | Séries éliminatoires | Séries éliminatoires | Séries éliminatoires | Séries éliminatoires | Séries éliminatoires |
| Saison     | Équipe                      | Ligue      | PJ    | B                | A                | Pts              | Pun              | PJ               | B  | A                    | Pts                  | Pun                  |                      |                      |
| 1980-1981  | Capitals de Cowichan Valley | LHCB       | 44    | 20               | 56               | 76               | 56               |                  |    |                      |                      |                      |                      |                      |
| 1980-1981  | Cougars de Victoria         | LHOu       | 11    | 3                | 4                | 7                | 6                | 15               | 2  | 1                    | 3                    | 7                    |                      |                      |
| 1981       | Cougars de Victoria         | LHOu       |       |                  |                  |                  |                  | 4                | 0  | 0                    | 0                    | 0                    |                      |                      |
| 1981-1982  | Cougars de Victoria         | LHOu       | 72    | 35               | 57               | 92               | 100              | 4                | 1  | 0                    | 1                    | 2                    |                      |                      |
| 1982-1983  | Cougars de Victoria         | LHOu       | 71    | 41               | 73               | 114              | 186              | 12               | 6  | 7                    | 13                   | 42                   |                      |                      |
| 1983-1984  | Bruins de Boston            | LNH        | 4     | 0                | 0                | 0                | 0                |                  |    |                      |                      |                      |                      |                      |
| 1983-1984  | Bears de Hershey            | LAH        | 74    | 14               | 12               | 26               | 51               |                  |    |                      |                      |                      |                      |                      |
| 1984-1985  | Bruins de Boston            | LNH        | 64    | 12               | 16               | 28               | 82               | 5                | 0  | 2                    | 2                    | 7                    |                      |                      |
| 1984-1985  | Bears de Hershey            | LAH        | 9     | 8                | 4                | 12               | 4                |                  |    |                      |                      |                      |                      |                      |
| 1985-1986  | Bruins de Boston            | LNH        | 64    | 21               | 16               | 37               | 61               | 3                | 0  | 0                    | 0                    | 2                    |                      |                      |
| 1985-1986  | Golden Flames de Moncton    | LAH        | 12    | 8                | 8                | 16               | 6                |                  |    |                      |                      |                      |                      |                      |
| 1986-1987  | Bruins de Boston            | LNH        | 65    | 13               | 23               | 36               | 117              | 1                | 0  | 0                    | 0                    | 0                    |                      |                      |
| 1987-1988  | Bruins de Boston            | LNH        | 62    | 32               | 26               | 58               | 108              |                  |    |                      |                      |                      |                      |                      |
| 1987-1988  | Oilers d'Edmonton           | LNH        | 12    | 4                | 4                | 8                | 15               | 19               | 0  | 3                    | 3                    | 23                   |                      |                      |
| 1988-1989  | Capitals de Washington      | LNH        | 79    | 42               | 38               | 80               | 112              | 6                | 2  | 5                    | 7                    | 12                   |                      |                      |
| 1989-1990  | Capitals de Washington      | Fr-Tour    | 4     | 4                | 1                | 5                | 4                |                  |    |                      |                      |                      |                      |                      |
| 1989-1990  | Capitals de Washington      | LNH        | 80    | 35               | 39               | 74               | 104              | 15               | 4  | 9                    | 13                   | 32                   |                      |                      |
| 1990-1991  | Blues de Saint-Louis        | LNH        | 66    | 27               | 30               | 57               | 56               |                  |    |                      |                      |                      |                      |                      |
| 1990-1991  | Canucks de Vancouver        | LNH        | 11    | 6                | 2                | 8                | 8                | 6                | 3  | 5                    | 8                    | 4                    |                      |                      |
| 1991-1992  | Canucks de Vancouver        | LNH        | 70    | 23               | 34               | 57               | 116              | 12               | 6  | 8                    | 14                   | 20                   |                      |                      |
| 1992-1993  | Canucks de Vancouver        | LNH        | 84    | 31               | 46               | 77               | 167              | 12               | 4  | 10                   | 14                   | 12                   |                      |                      |
| 1993-1994  | Canucks de Vancouver        | LNH        | 82    | 26               | 44               | 70               | 123              | 24               | 9  | 10                   | 19                   | 51                   |                      |                      |
| 1994-1995  | Canucks de Vancouver        | LNH        | 45    | 16               | 18               | 34               | 81               | 11               | 4  | 2                    | 6                    | 34                   |                      |                      |
| 1995-1996  | Blues de Saint-Louis        | LNH        | 69    | 24               | 16               | 40               | 101              | 13               | 0  | 3                    | 3                    | 14                   |                      |                      |
| 1996-1997  | Blues de Saint-Louis        | LNH        | 82    | 17               | 40               | 57               | 86               | 6                | 3  | 1                    | 4                    | 23                   |                      |                      |
| 1997-1998  | Blues de Saint-Louis        | LNH        | 79    | 31               | 31               | 62               | 94               | 10               | 2  | 8                    | 10                   | 18                   |                      |                      |
| 1998-1999  | Blues de Saint-Louis        | LNH        | 24    | 5                | 7                | 12               | 28               | 13               | 2  | 4                    | 6                    | 10                   |                      |                      |
| 1999-2000  | Blues de Saint-Louis        | LNH        | 6     | 2                | 2                | 4                | 6                |                  |    |                      |                      |                      |                      |                      |
| Totaux LNH | Totaux LNH                  | Totaux LNH | 1 048 | 367              | 432              | 799              | 1 465            | 156              | 39 | 70                   | 109                  | 262                  |                      |                      |

## Transactions en carrière
- 6 juillet 1983 : signe à titre d'agent libre avec les Bruins de Boston.
- 8 mars 1988 : échangé par les Bruins avec Bill Ranford et le choix de deuxième ronde des Bruins au repêchage de 1988 (les Oilers sélectionnent avec ce choix Petro Koivunen) aux Oilers d'Edmonton en retour d'Andy Moog.
- 22 juillet 1988 : droits échangés par les Oilers aux Capitals de Washington en retour de Greg C. Adams.
- 13 juillet 1990 : échangé par les Capitals aux Blues de Saint-Louis en retour de Peter Zezel et Mike Lalor.
- 5 mars 1991 : échangé par les Blues avec Robert Dirk, Sergio Momesso, Cliff Ronning ainsi que le choix de cinquième ronde des Blues au repêchage de 1992 (les Canucks sélectionnent avec ce choix Brian Loney) aux Canucks de Vancouver en retour de Dan Quinn et Garth Butcher.
- 14 juillet 1995 : signe à titre d'agent libre avec les Blues de Saint-Louis.
- 27 novembre 1998 : rate la majorité de la saison en raison d'une blessure à la tête survenu lors d'une rencontre face aux Sharks de San José.
- 18 novembre 1999 : annonce son retrait de la compétition.